# Karl Johan Nilsson
Karl Johan Nilsson, född 1973, är en svensk författare. Han debuterade år 2000 med romanen Kvicksilver.